# Yiwen Leiju
Het Yìwén lèijù (Chinees: 藝文類聚 of 艺文类聚, "Naar zaken geordende verzameling van literaire teksten") is een Chinese encyclopedie. Deze werd op bevel van de eerste Tangkeizer Tang Gaozu door de kalligraaf Ouyang Xun, Linghu Defen en Chen Shuda en anderen samengesteld.
Volgens een telling uit het jaar 1923 van onderzoekers aan de Peking-Universiteit dienden 132 oude boeken als basis. Het is een uit samenvattingen van andere werken samengestelde, uit 48 hoofdcategorieën (bu) en vele subcategorieën (lei) geordende encyclopedie (leishu). Ze omvat 100 katernen of boekbindeenheden (juan). Er is hierin belangrijk tekstmateriaal over de oude Chinese cultuurgeschiedenis te vinden. Veel andere bronnen daarover waren al tijdens de Song-dynastie verloren gegaan. Het is daarom een veel geciteerde vindplaats van het Chinese culturele verleden.

## Hoofdcategorieën (selectie)
- Hemelverschijnselen
- Geografie
- Keizers/Keizerinnen
- Menselijk gedrag
- Regering
- Riten (vaststaande ceremoniële handelingen)
- Muziek
- Recht
- Ambtenarij
- Adelsrangen
- Militaire onderwerpen
- Huishouding
- Eigendom
- Kleding
- Werktuigen
- Eten
- Gereedschap
- Kunsthandwerk
- Chinees schaken
- Taoïsme
- Boeddhisme
- Geesten
- Medicijnen
- Natuurlijke historie